# 敘利亞-瑪拉巴禮天主教瑟德納教區
敘利亞-瑪拉巴禮天主教瑟德納教區（拉丁語：Eparchia Satnensis）是東儀天主教的一個教區（敘利亞－瑪拉巴禮），包括印度中央邦東北部六縣，受天主教博帕爾總教區管轄。
1968年7月29日建立代牧區。1977年2月26日升為教區。2010年有教友2,527名，佔轄區總人口百分之0.1弱。由六十八名司鐸名管理十八個堂區。現任教區主教為瑪竇·瓦尼亞基扎凱爾。